# Serial ATA

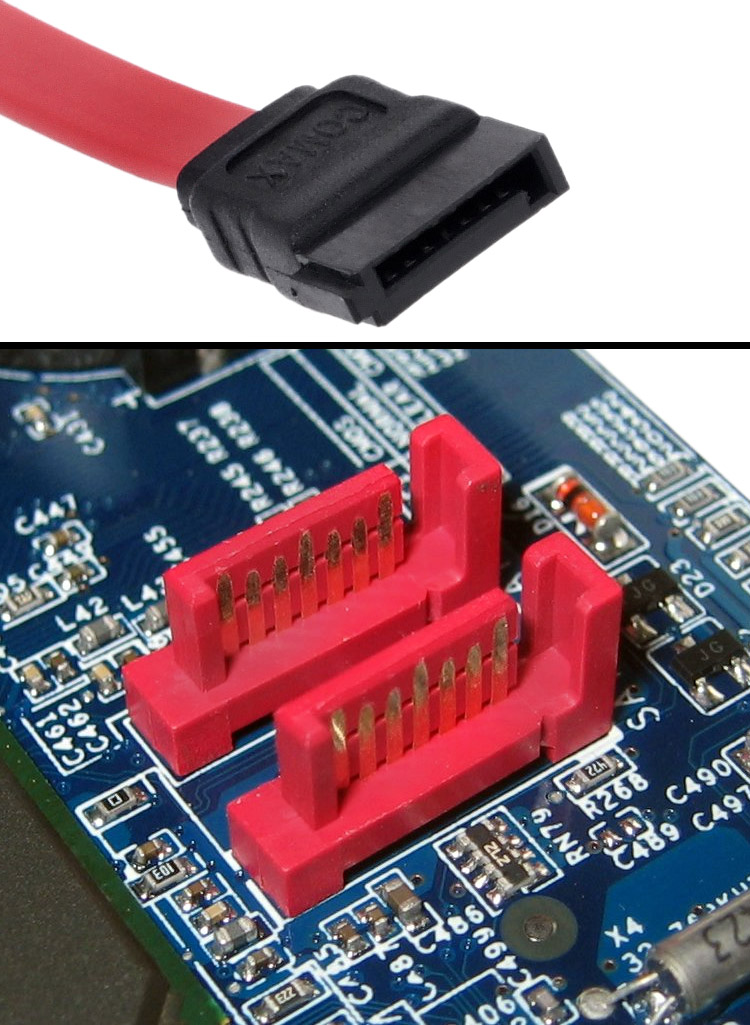
První generace SATA portů na základní desce

Serial ATA (SATA) označuje v informatice počítačovou sběrnici, která využívá datové rozhraní pro připojení velkokapacitních paměťových zařízení, jako jsou pevné a optické disky. SATA řadiče jsou zpravidla určeny pro stolní počítače.

## Charakteristika
Rozhraní SATA zdědilo po řadiči ATA modul PIO a DMA. Dosahuje vyšších rychlostí oproti řadiči ATA, protože přenos probíhá sériově na vysoké frekvenci (až 6000 MHz). Disky se připojují přímým a samostatným kabelem k řadiči a tím pádem se nemusejí rozlišovat na Master, Slave a Cable Select. Oproti sběrnici ATA podporuje navíc odpojování a připojování zařízení za chodu počítače (Hot Plug) a také technologii NCQ. Díky sériové komunikaci není jako u IDE (PATA) potřeba 40/80 žilový kabel, ale používá se kabel podstatně menších rozměrů.
Od roku 2007 nahradilo postupně rozhraní SATA zastaralé PATA ve všech prodávaných počítačích. Rozhraní PATA však stále přetrvává v průmyslových a vestavěných zařízeních, která jsou závislá na datových úložištích CompactFlash i přesto, že nový standard datových úložišť CFast bude založený právě na rozhraní SATA.

## Revize

### SATA revize 1.0 (SATA 1.5Gb/s)

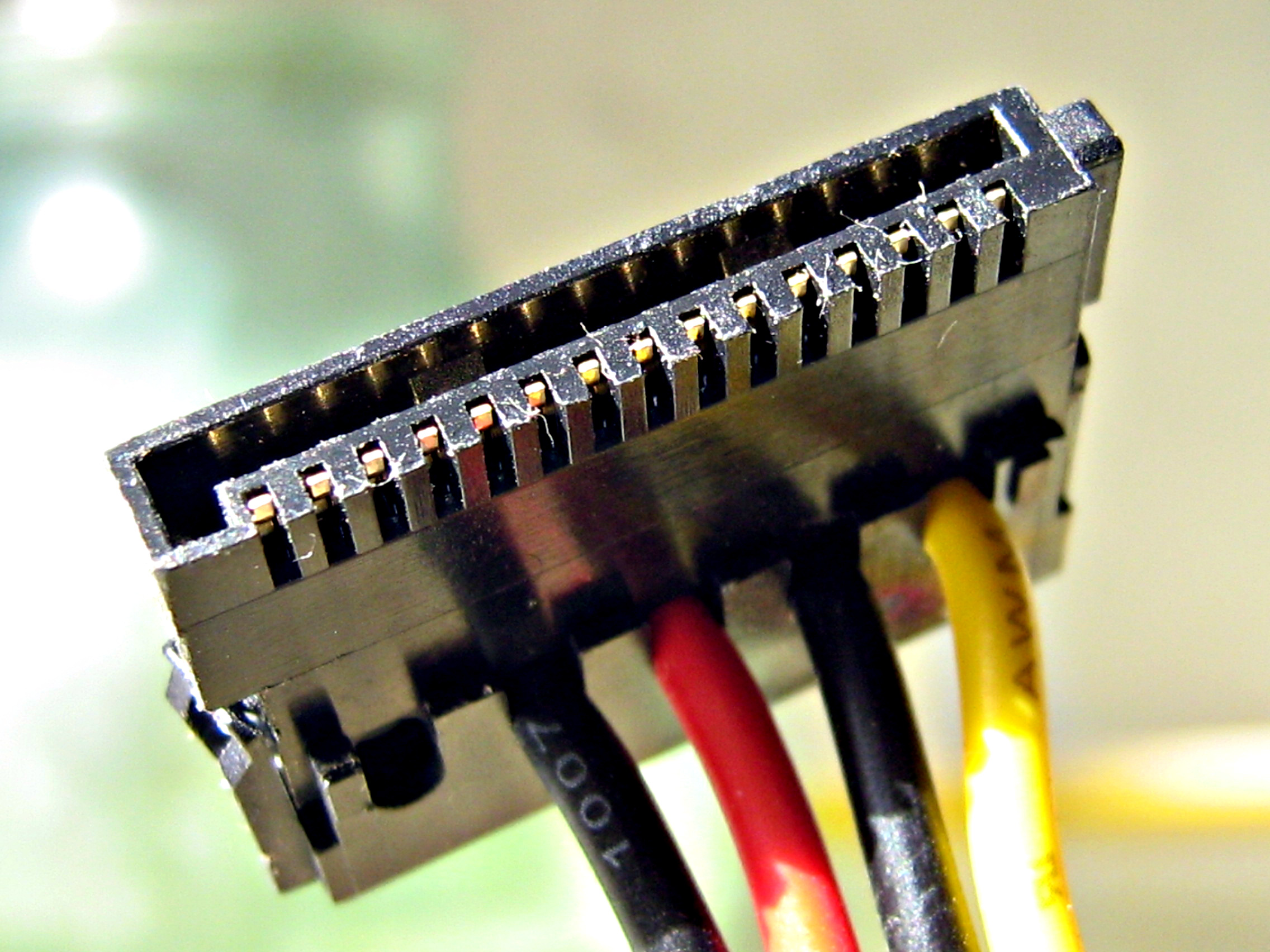
Napájecí SATA konektor

Ke konci roku 2000 byla schválena specifikace nového standardu v podobě první generace rozhraní SATA, dnes známé jako SATA 1.5 Gbit/s, které komunikuje přenosovou rychlostí až 1,5 Gb/s (150 MB/s). Skutečná přenosová rychlost však díky režii činí 1,2 Gbit/s (~143 MB/s), což se příliš neodlišuje od maximální přenosové rychlosti PATA/133, ale SATA navíc nabízí funkci NCQ, která zlepšuje výkon v prostředí multitaskingu.
Od dubna 2009 dokáží mechanické pevné disky přenášet data rychlostí až 131 MB/s, což je ještě v rámci možností starší specifikace PATA/133. Nicméně výkonné flashové disky umožňovaly přenášet data mnohem vyšší rychlostí, a to až 201 MB/s, takže se standard SATA 1.5 Gbit/s stal pro tato zařízení nedostatečným.

### SATA revize 2.0 (SATA 3Gb/s)
Po několika letech, kdy se první SATA 1.5 Gbit/s postupně rozšířilo do pevných disků, optických mechanik a především do základních desek coby integrovaná součást, byla představena zpětně kompatibilní druhá revize s názvem SATA 3.0 Gbit/s, která nabízí zdvojnásobenou maximální propustnost ze 150 MB/s na 300 MB/s. Skutečná přenosová rychlost činí kvůli režii 286 MB/s, ale pro zjednodušení se hodnota zaokrouhluje nahoru. Mezi standardem SATA 1.5 Gbit/s a SATA 3 Gbit/s zůstala zachována zpětná kompatibilita, která byla vyřešena pomocí přepínacího jumperu a tímto se současně vyřešily problémy se staršími chipsety.
Po uvedení standardu SATA 3 Gbit/s se očekávalo, že se svou přenosovou rychlostí na nějakou dobu uspokojí požadavky mechanických pevných disků, které už tak sotva využily výkon SATA 1.5 Gbit/s. Nicméně vysokorychlostní flashové disky opět dosahovaly maximální přenosové rychlosti SATA 3 Gbit/s.
| Generace SATA | Standard      | Datová propustnost | Frekvence |
| ------------- | ------------- | ------------------ | --------- |
| 1.            | SATA 1,5 Gb/s | 150 MB/s           | 1,5 GHz   |
| 2.            | SATA 3 Gb/s   | 300 MB/s           | 3 GHz     |
| 3.            | SATA 6 Gb/s   | 600 MB/s           | 6 GHz     |

### SATA revize 3.0 (SATA 6Gb/s)
Podle původních plánů Serial ATA International Organization z roku 2000 měla být třetí revize sběrnice Serial ATA s označením SATA 6.0 Gb/s uvedena na trh již v srpnu 2007, nakonec se s ní setkáváme se zpožděním až v roce 2009. Přenosová rychlost standardu SATA 6 Gbit/s byla znovu zdvojnásobena – ze 300 MB/s na 600 MB/s. I ty nejrychlejší konvenční pevné disky sotva využily přenosovou rychlost původního standardu SATA 1.5 Gbit/s, ale disky solid-state drive (SSD) už byly limitovány rychlejším standardem SATA II 3 Gbit/s rychlostí 250 MB/s při čtení.
Nejnovější disky SSD, vybavené integrovanou vyrovnávací pamětí DRAM, již profitují z maximální přenosové rychlosti nejnovějšího standardu SATA 6 Gbit/s. První pevný disk SATA 6 Gbit/s uvedla na trh společnost Seagate (model Barracuda XT o velikosti 2 TB z roku 2009).

## Funkce

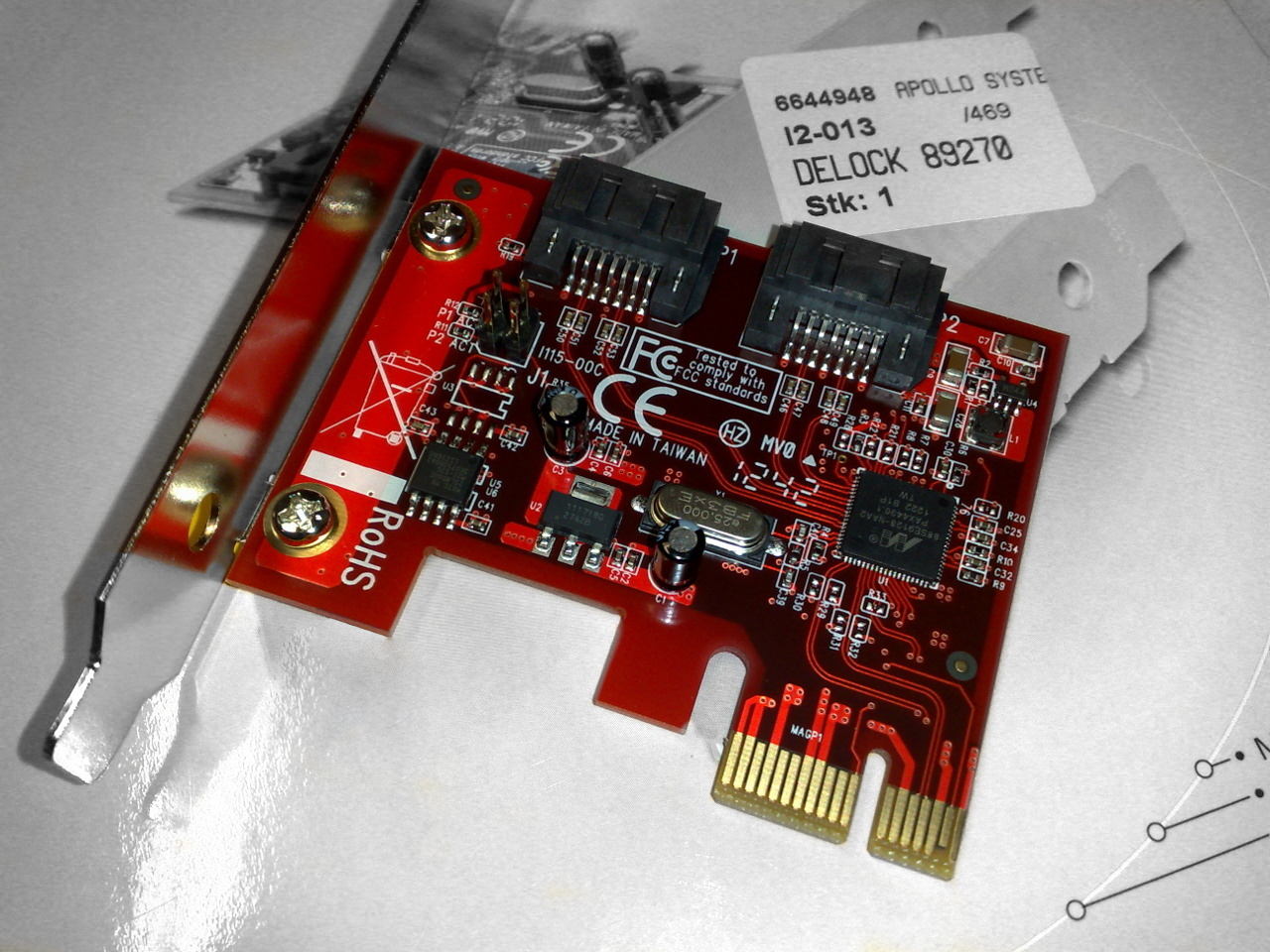
Řadič SATA 6 Gbps jako karta pro sběrnici PCI Express.

### Hot Plug
Technologie Hot Plug umožňuje odpojit či připojit daný disk i za běhu a v případě podpory i při spuštěném operačním systému. Pevný disk se tak svým způsobem chová stejně jako flashdisk. Všechna zařízení SATA podporují Hot Plug, nicméně skutečnou podporu Hot Plug umožňují pouze zařízení fungující v nativním režimu a ne v emulaci IDE, což vyžaduje mít v BIOSu nastaven režim AHCI (Advanced Host Controller Interface). Některé z prvních řadičů SATA a starší operační systémy jako například Windows XP přímo nepodporují režim AHCI.

### Advanced Host Controller Interface
SATA řadič využívá jako standardní rozhraní AHCI (Advanced Host Controller Interface), které umožňuje využívat některé pokročilé funkce jako například SATA hotplug a Native Command Queuing (NCQ). Pokud není AHCI povoleno základní deskou nebo chipsetem (resp. nastavením v BIOSu), SATA řadič obvykle pracuje v módu „IDE emulace“, což neumožňuje využívat pokročilé funkce zařízení, protože ATA/IDE standard tyto funkce nepodporuje. Ovladače zařízení v Microsoft Windows, které jsou označeny jako SATA, obvykle pracují v režimu IDE emulace, pokud není výslovně uvedeno, že mají pracovat v AHCI nebo RAID režimu. Zatímco ovladače, které jsou součástí Windows XP, nepodporují AHCI režim, je možné podporu AHCI implementovat pomocí proprietárních ovladačů. Windows Vista, Windows 7, FreeBSD a Linux s jádrem verze 2.6.19 a novější stejně jako Solaris a OpenSolaris již nativní podporu režimu AHCI obsahují.

### Native Command Queuing
NCQ (Native Command Queuing) má za úkol zvýšit výkon pevných disků, díky lepšímu řazení dat, respektive pohybu hlaviček pevného disku. Rozdíl ve výkonu (NCQ musí podporovat i pevný disk) lze pozorovat především v náročnějších situacích, kdy je vyžadováno čtení či zápis od několika procesů současně a ve větším měřítku. S moderní technologií AHCI se o optimální a vylepšený chod NCQ řadičů stará operační systém, respektive ovladač. U moderních SSD disků se NCQ používá pro lepší rozložení a zpracování dat dle odezvy čipů. Tato technologie je nicméně nefunkční, pokud je AHCI mod vypnutý a daný pevný disk či SSD běží v IDE režimu.

## Kabely, konektory a porty
| Vodič | Funkce  |
| ----- | ------- |
| 1.    | Zem     |
| 2.    | DATA A+ |
| 3.    | DATA A- |
| 4.    | Zem     |
| 5.    | DATA B+ |
| 6.    | DATA B- |
| 7.    | Zem     |

### SATA kabel
- kabel s 8 vodiči
  - 4 datové vodiče
    - z toho 2 stíněné svazky se 2 žilami (4 vodiče dohromady)

  - 4 vodiče zem (GND) na kraji a mezi datovými
- obousměrný přenos (full-duplex)
- diferenční signalizace
  - malé úrovně napětí 250 mV
- délka kabelu do 1 m
- poskytuje vyšší výkon díky vestavěnému řadiči DMA

### mSATA (mini-SATA)

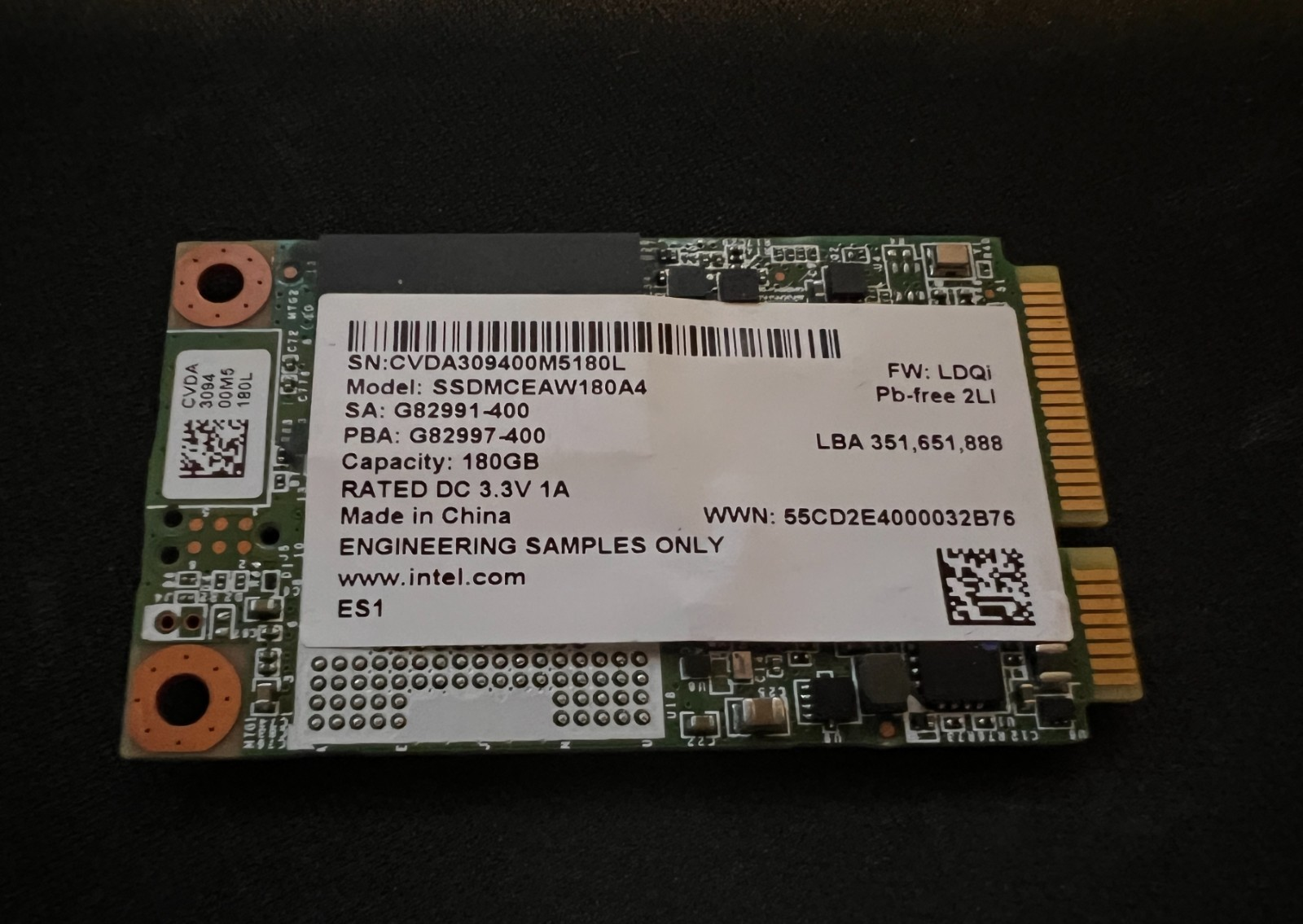
mSATA SSD

Mini-SATA (zkráceně mSATA) je odlišné rozhraní od micro konektoru a bylo zveřejněno 21. září 2009, je určeno pro připojení SSD disků do notebooků, kde je potřeba úspora místa. Rozměry mSATA konektoru jsou shodné s rozhraním PCI Express Mini Card, ale zapojení je odlišné (datové signály (TX±/RX± SATA, PETn0 PETp0 PERn0 PERp0 PCI Express) vyžadují připojení k SATA řadiči místo PCI-Express řadiči.
Nástupcem mSATA i mini-PCIe rozhraní je specifikace M.2.

### eSATA (externí SATA)

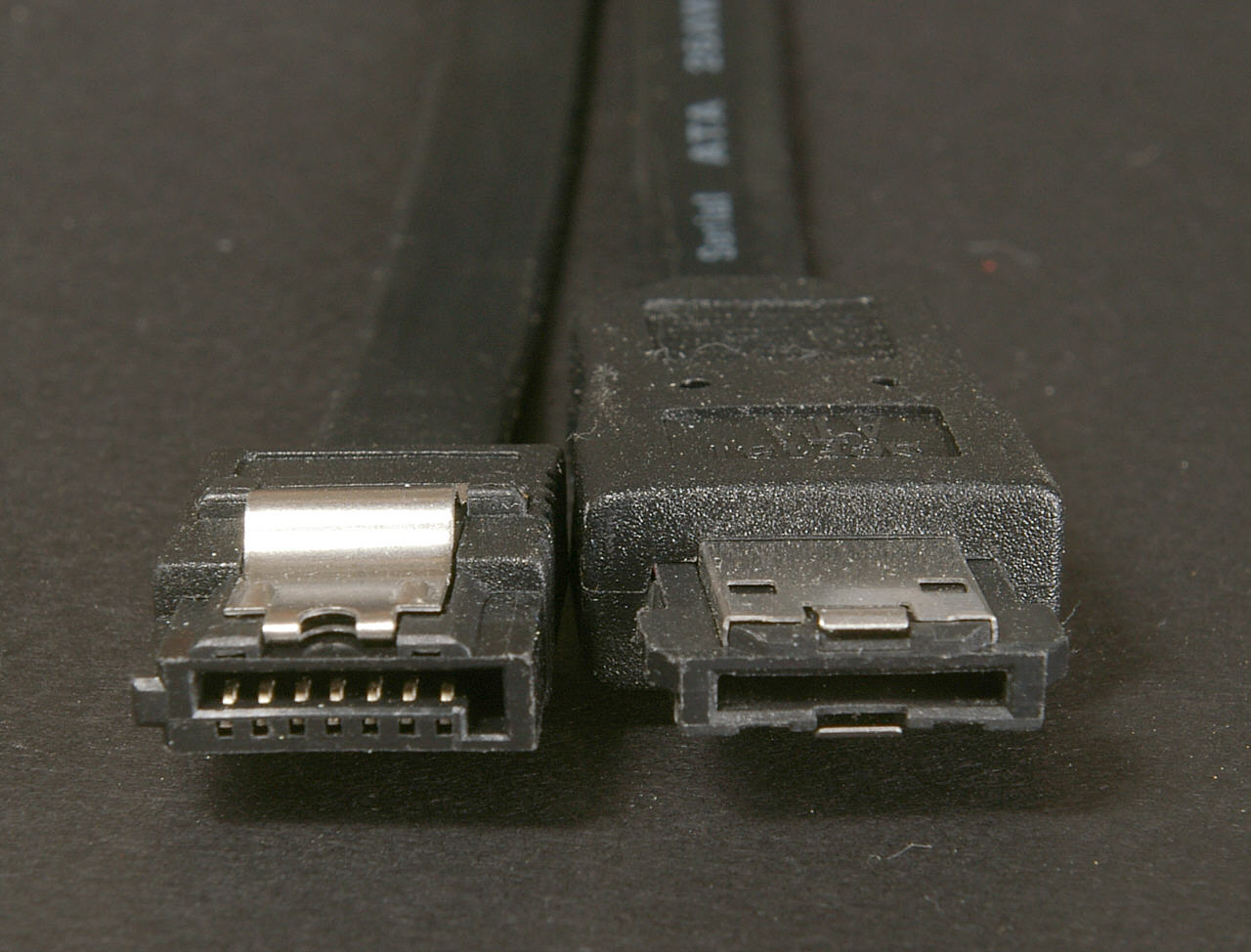
Konektory SATA (vlevo) a eSATA (vpravo)

Rozhraní eSATA se používá pro připojení vnějších datových zařízení, nabízí stejnou rychlost a podporu technologií jako SATA. Její výhodou je vyšší přenosová rychlost, než nabízí běžnější sběrnice USB, ovšem nemá od výrobců základních desek a externích datových médií takovou podporu, protože konektor neobsahuje vodiče s napájením.
Základní vlastnosti:
- založeno bylo o něco později než klasická SATA, v roce 2004
- konektory jsou robustní - pro časté odpojování
- maximální délka kabelu je 2 metry
- rychlost podle SATA řadiče v PC
- procesor zatěžuje méně než například sběrnice USB

### eSATAp (napájená eSATA)
- eSATAp je eSATA s integrovaným napájením (označováno jako eSATA power nebo power over eSATA)
- eSATAp vzniklo díky notebookům, u kterých výrobci kombinují porty USB a eSATA, díky přítomnosti USB je v portu dostupné i napájení, takže při použití správného kabelu a zařízení s podporou eSATAp není potřeba dalšího napájení

### Napájecí konektor
| Pin # | Pin # | Pár | Napětí     |
| ----- | ----- | --- | ---------- |
|       | 1     | 3.  | 3.3 V      |
| 2     | 3.    |     | 3.3 V      |
| 3     | 2.    |     | 3.3 V      |
|       | 4     | 1.  | Zem        |
| 5     | 2.    |     | Zem        |
| 6     | 2.    |     | Zem        |
|       | 7     | 2.  | 5 V        |
| 8     | 3.    |     | 5 V        |
| 9     | 3.    |     | 5 V        |
|       | 10    | 2.  | Zem        |
|       | 11    | 3.  | Otáčky/zem |
|       | 12    | 1.  | Zem        |
|       | 13    | 2.  | 12 V       |
| 14    | 3.    |     | 12 V       |
| 15    | 3.    |     | 12 V       |

SATA Power konektor (anglicky Serial Advanced Technology Attachment Power Connector) ve stolních počítačích pro napájení pevných disků, SSD disků, optických mechanik a podobně. Jde o přímého nástupce konektoru MOLEX, vůči kterému je jeho výhodou menší rozměr, více přenesených napětí, zalisování kabelů do konektoru, a podporu hot plug. Nevýhodou je pak větší složitost, ne tak pevné držení konektoru při zapojení a zároveň absence konektoru ve starších zdrojích (lze však vyřešit redukcí MOLEX na SATA power).
Do konektoru jsou přivedeny čtyři nebo pět vodičů (viz tabulka vpravo). Konektor je osazen 15 piny. Jsou rozděleny do skupin po třech pinech. Tři přenášejí napětí 3,3 V, další tři 5 V, další tři 12 V, pět slouží k uzemnění a jeden k ovládání otáček nebo zemnění (pouze při podpoře zařízení). Jeden z každé trojice kladných napětí je použit k Hot plugu (piny 3, 7 a 13). Tyto piny jsou v zařízení o něco delší, takže je napětí připojeno první a Hot plug zařízení to rozpozná. Většina zařízení nevyužívá napětí 3,3 V a proto se vyrábějí kabely s absencí tohoto vodiče.

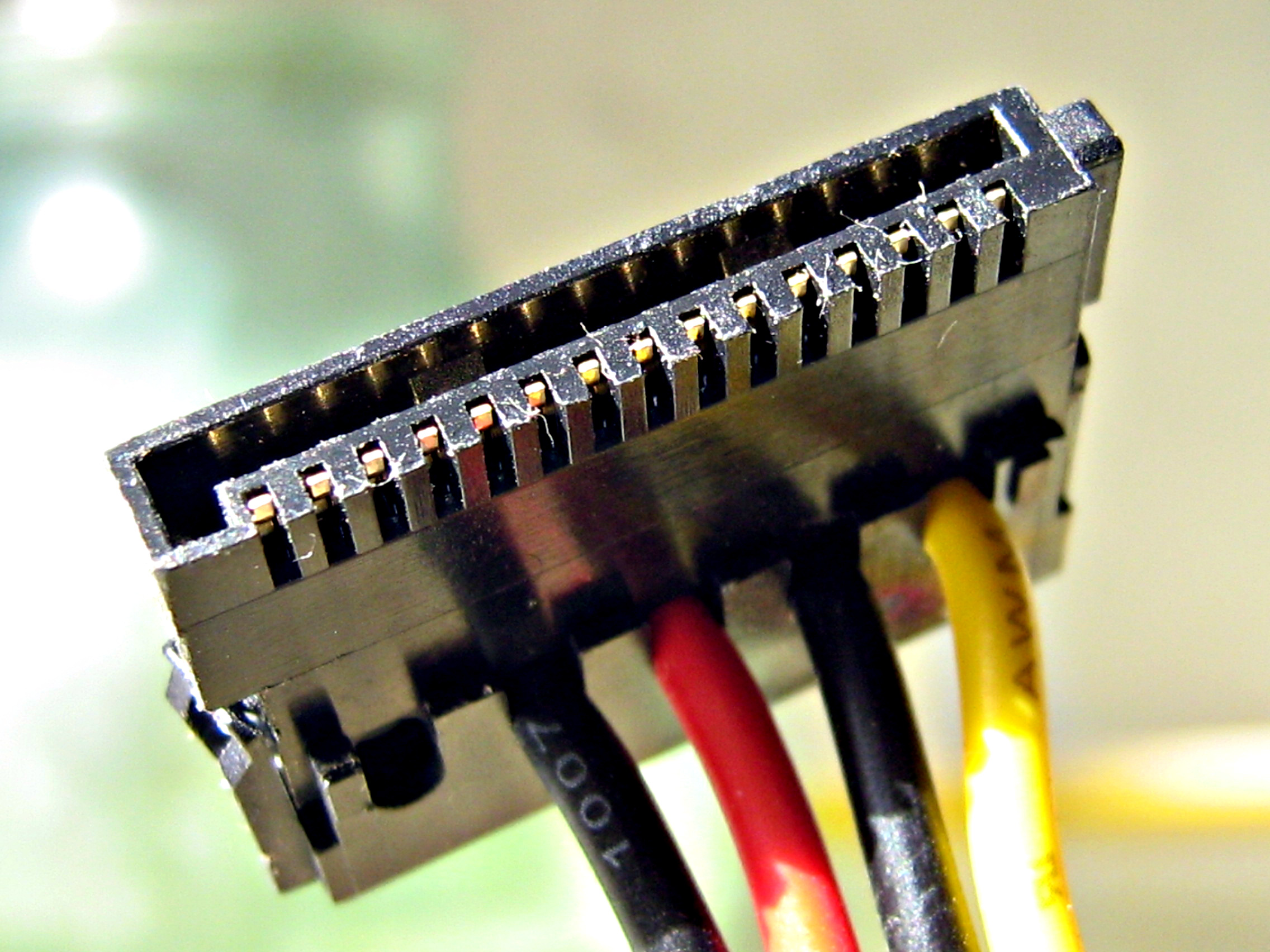
Napájecí SATA konektor.
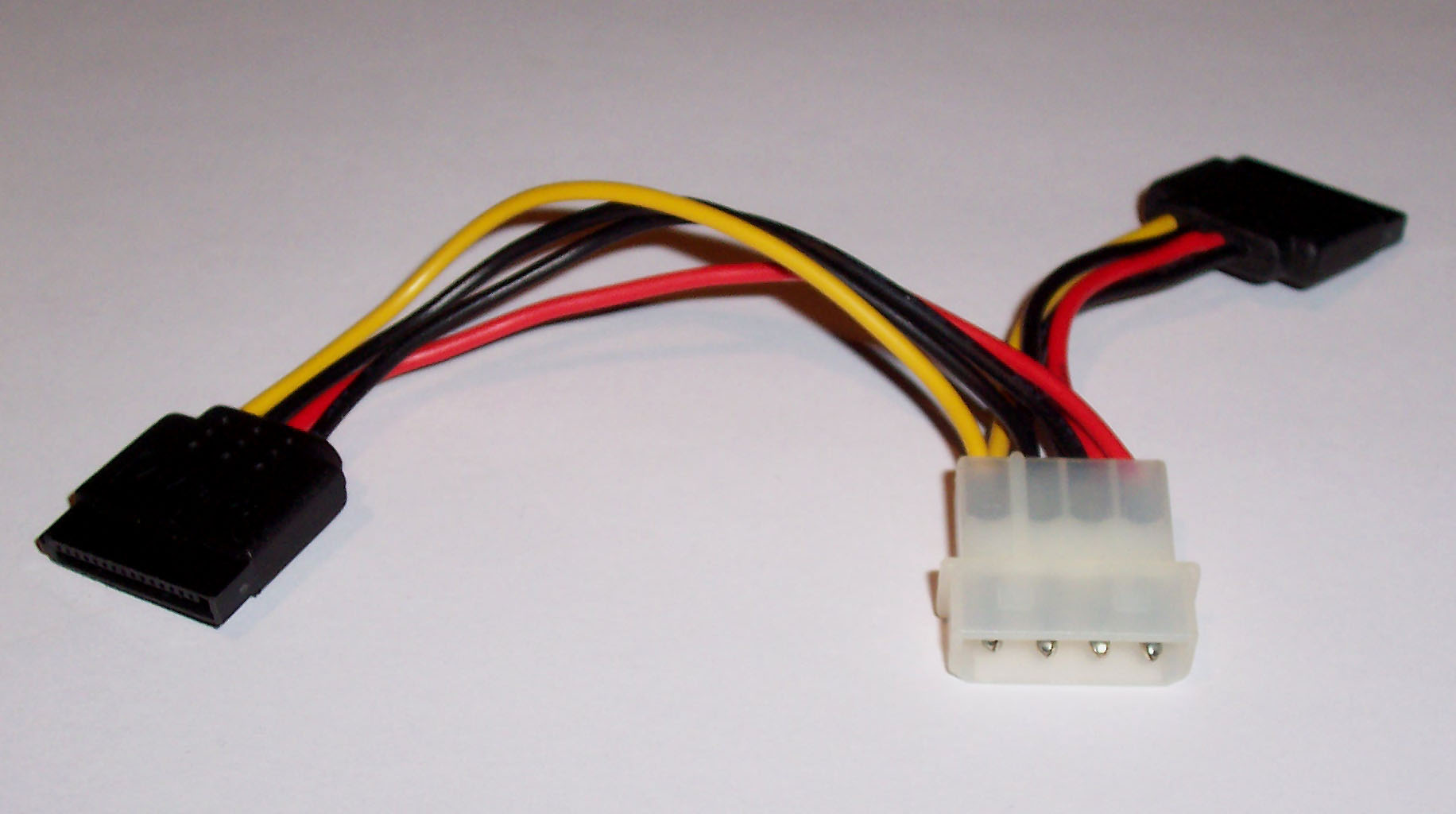
Rozdvojka z MOLEX (samice) na dva Power SATA (samce).
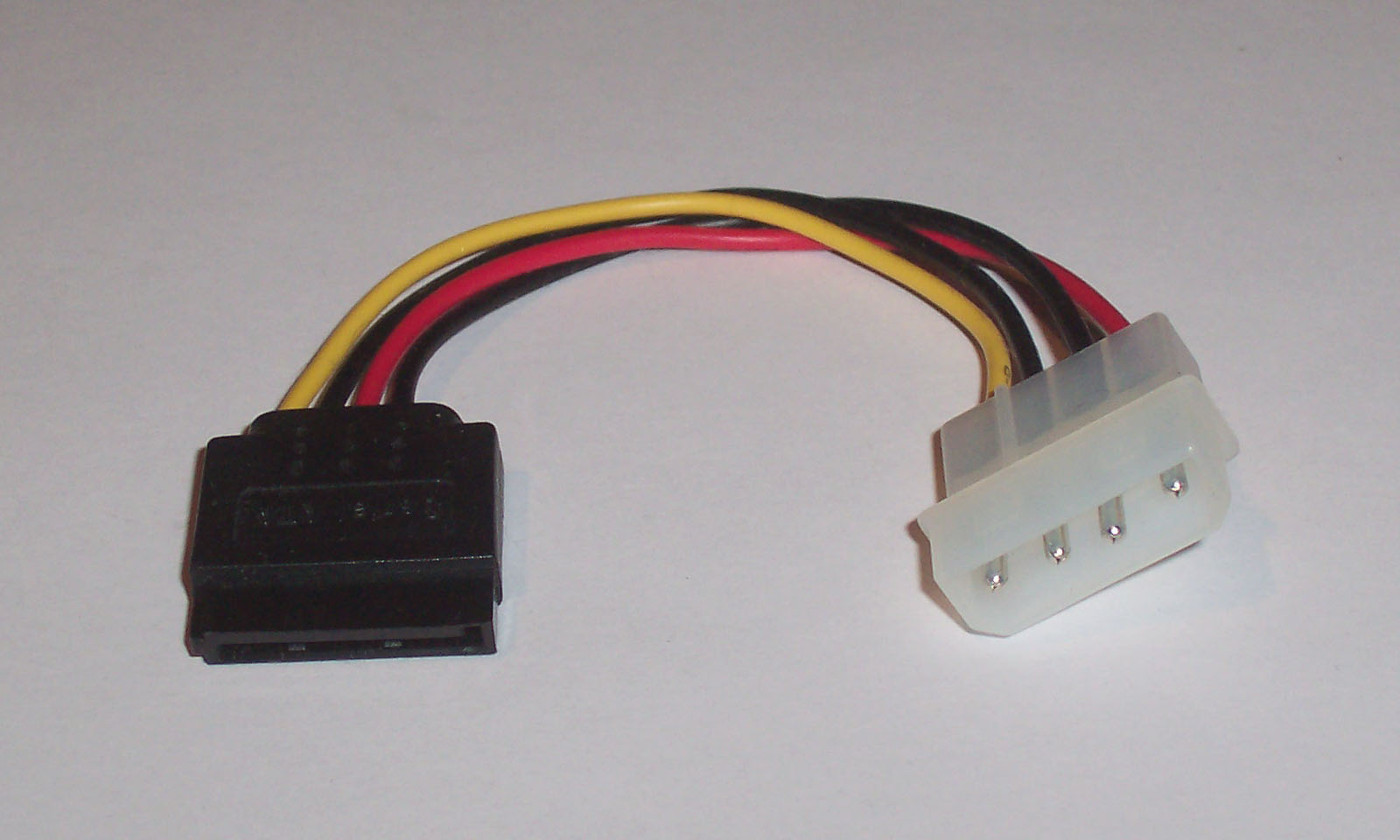
Redukce z MOLEX (samice) na Power SATA (samec).